# Advantage Oil & Gas
Advantage Oil & Gas Ltd. (NYSE: AAV, TSX: AAV) är ett kanadensiskt petroleumbolag som har utvinningsverksamheter i provinser Alberta och Saskatchewan, där de utvinner 23,000 fat per dag fördelat 94% naturgas och 6% petroleum. Bolagets petroleum– och naturgasreserver beräknas att räcka i 25,8 år med nuvarande produktionstakt, år 2012.